# Дискография Корбина Блю
Это список альбомов и синглов выпущенных Корбин Блю. Дискография Корбин Блю состоит из двух студийных альбомов, пять синглов, пять музыкальных клипов. Выступал в Классный мюзикл серии фильма.
С 2006 года Корбин начинает заниматься музыкой. Он подписывает контракт с «Hollywood Records» и в мае 2007 года выходит его дебютный альбом «Another Side». 10 марта 2009 вышел его второй альбом «Speed of Light».

## Студийные альбомы
| Год  | Сведения об альбоме                                                    | Место | Место |
| Год  | Сведения об альбоме                                                    | US    | UK    |
| ---- | ---------------------------------------------------------------------- | ----- | ----- |
| 2007 | Another Side - Дата выхода: 1 мая 2007 - Лейбл: Hollywood Records      | 36    | 120   |
| 2009 | Speed of Light - Дата выхода: 10 марта 2009 - Лейбл: Hollywood Records | —     | —     |

## Синглы
| Год  | Сингл                  | U.S. Hot | U.S. Pop | Альбом               |
| ---- | ---------------------- | -------- | -------- | -------------------- |
| 2006 | «Push It to the Limit» | 14       | 17       | Another Side         |
| 2007 | «Deal with It»         | 112      | 87       | Another Side         |
| 2008 | «Run It Back Again»    | 113      | 94       | Radio Disney Jams 10 |
| 2009 | «Moments That Matter»  | —        | 98       | Speed of Light       |
| 2009 | «Celebrate You»        | 110      | 87       | Speed of Light       |

### Совместные синглы
| Год  | Сингл                                         | U.S. Hot | U.S. Pop | Альбом                     |
| ---- | --------------------------------------------- | -------- | -------- | -------------------------- |
| 2007 | «Push It to the Limit»                        | 131      | 50       | Jump In!                   |
| 2007 | «I Don’t Dance» (вместе с Лу́кас Гре́йбил)      | 70       | 50       | Классный мюзикл: Каникулы  |
| 2007 | «What Time Is It?» (вместе с Классный мюзикл) | 84       | 50       | Классный мюзикл: Каникулы  |
| 2008 | «The Boys Are Back» (вместе с Зак Эфрон)      | 101      | 50       | Классный мюзикл: Выпускной |
| 2008 | «Run It Back Again»                           | 98       | 50       | Спасатели во времени       |
| 2009 | «If We Were a Movie» (вместе с Майли Сайрус)  | -        | -        | Hannah Montana 3           |

## Прочее
| Год  | Песня                | U.S. Hot | U.S. Pop | Альбом                  |
| ---- | -------------------- | -------- | -------- | ----------------------- |
| 2007 | «Two Worlds»         | 122      | 50       | Disneymania 5           |
| 2007 | «This Christmastime» | 104      | 50       | Disney Channel Holiday  |
| 2009 | «Run It Back Again»  | 124      | 50       | Disney Channel Playlist |

## Видеоклипы
| Год  | Название               | Режиссёр        |
| ---- | ---------------------- | --------------- |
| 2006 | «Push It to the Limit» | Джеррард, Невил |
| 2007 | «Deal with It»         |                 |
| 2008 | «Celebrate You»        | Робби Невил     |
| 2009 | «Run It Back Again»    |                 |
| 2009 | «Moments That Matter»  | Эрик Хадсон     |